# Силуан (Вьюров)
Епископ Силуан (в миру Александр Анатольевич Вьюров; род. 20 февраля 1972, Калининград) — архиерей Русской православной церкви, епископ Павло-Посадский, викарий Святейшего Патриарха Московского и всея Руси.
Заместитель управляющего делами Московской Патриархии, и управляющий викариатством новых территорий города Москвы.

## Биография
Родился 20 февраля 1972 года в Калининграде в семье советских служащих.
В 1988 году окончил среднюю школу.
С сентября 1988 года по август 1989 года работал слесарем на предприятии ОКБ «Факел» города Калининграда.
Крещён 21 июля 1989 года иеромонахом Ростиславом (Девятовым) в храме Знамения Пресвятой Богородицы села Вырец Тверской епархии.
В 1989 году поступил на филологический факультет Калининградского государственного университета, который закончил в 1994 году по специальности «русский язык и литература».
Одновременно являлся прихожанином Свято-Никольского собора Калининграда, где исполнял алтарное и клиросное послушание.
В 1993—1994 годы являлся старшим иподиаконом епископа Балтийского Пантелеимона (Кутового), викария Смоленской епархии.
В 1994 года по приглашению епископа Магаданского и Чукотского Ростислава (Девятова) прибыл в Магаданскую епархию.
24 августа 1994 года был пострижен в монашество с именем Силуан.
4 сентября 1994 года был рукоположён во иеродиакона, а 23 октября 1994 года — во иеромонаха.
С января по июль 1995 года находился в миссионерской командировке по городам и посёлкам Чукотского автономного округа.
С июля 1995 года до декабря 1998 года — настоятель прихода в честь Казанской иконы Пресвятой Богородицы города Магадана.
6 февраля 1999 года назначен и. о. наместника Богородице-Алексиевского монастыря города Томска. Утверждён в данной должности решением Священного Синода от 6 октября 1999 года.
В ноябре 1999 года возведён в сан игумена.
С сентября 1999 года — преподаватель Томской духовной семинарии. На протяжении многих лет читал также лекции в различных светских учебных заведениях Томска.
С 2003 года — постоянный член Оргкомитета по подготовке и проведению региональных Дней славянской письменности и культуры.
В 2006—2012 годы — член Общественной палаты Томской области. (переназначен 30 сентября 2010 года)
В 2007—2010 года — член епархиального суда.
В 2008—2012 годы — член Коллегии Департамента культуры Томской области.
В 2009 года экстерном закончил Томскую духовную семинарию и поступил на заочное отделение Московской духовной академии.
В январе 2009 года был участником Поместного Собора Русской православной церкви от монашествующих Томской епархии.
С декабря 2010 года — благочинный Томского городского округа.
21 июля 2012 года в Казанском храме Томского Богородице-Алексиевского монастыря, в ходе празднования двадцатилетний юбилей её возрождения, архиепископом Томским и Асиновским Ростиславом был возведён в сан архимандрита.

### Архиерейство
12 марта 2013 года решением Священного Синода Русской православной церкви избран епископом Колпашевским и Стрежевским.
15 марта 2013 года в храме Всех святых, в земле Российской просиявших, Патриаршей резиденции в Даниловом монастыре состоялось наречение архимандрита Силуана в епископа Колпашевского и Стрежевского, которое возглавил Патриарх Кирилл.
31 марта 2013 года в храме Преображения Господня в Богородском состоялась хиротония архимандрита Силуана во епископа Колпашевского и Стрежевского. Хиротонию совершили Патриарх Московский и всея Руси Кирилл, митрополит Саранский и Мордовский Варсонофий (Судаков), митрополит Томский и Асиновский Ростислав (Девятов), митрополит Ростовский и Новочеркасский Меркурий (Иванов), архиепископ Филарет (Карагодин), епископ Солнечногорский Сергий (Чашин), епископ Орехово-Зуевский Пантелеимон (Шатов).
2 октября 2013 решением Священного Синода Русской православной церкви освобождён от должности игумена Богородице-Алексиевского монастыря города Томска.
C 17 по 28 ноября 2014 года в Москве слушал двухнедельный курсы курсы повышения квалификации для новопоставленных архиереев Русской Православной Церкви.
24 марта 2022 года решением Священного Синода (журнал № 12) назначен Преосвященным Павло-Посадским, викарием Святейшего Патриарха Московского и всея Руси и заместителем управляющего делами Московской Патриархии с поручением руководства Отделом по текущим делам епархий и информационному мониторингу Управления делами Московской Патриархии.
10 октября 2022 года распоряжением Святейшего Патриарха Кирилла назначен управляющим викариатством Новых территорий города Москвы.
3 сентября 2024 года распоряжением патриарха Кирилла назначен управляющим Благочинием Ставропигиальных приходов и Патриарших подворий вне города Москвы.

## Награды
Церковные
- палица (2004)
- крест с украшениями (2007)
- орден прп. Серафима Саровского III ст. (2022 г.)

Светские
- юбилейный знак «75 лет Томской области»(2019 г.)